# Abre-asa-do-acre
Abre-asa-do-acre (nome científico: Mionectes amazonus) é uma espécie de ave da família dos tiranídeos. É considerada por alguns especialistas como uma subespécie de abre-asa-da-mata, a Mionectes macconnelli amazonus.  É encontrada na Bolívia e no Brasil na América do Sul.